# Experimentos humanos nazistas
Os experimentos humanos nazistas (português brasileiro) ou experiências nazis em humanos (português europeu) foram uma série de controversas "experiências científicas" realizadas em uma grande quantidade de cobaias humanas que estavam detidas nos campos de concentração do regime nazista durante a Segunda Guerra Mundial.
Os presos foram coagidos a participar: não sendo voluntários de boa vontade. Normalmente, as experiências resultaram em morte, desfiguração ou incapacidade permanente. Em Auschwitz e outros campos, sob a direção do Dr. Eduard Wirths, os detidos eram submetidos a diversas experiências que supostamente ajudariam na guerra, desenvolvendo novas armas, ajudando na recuperação dos militares que haviam sido feridos, e para o avanço da ideologia racial apoiada pelo Terceiro Reich.
Experimentos envolvendo crianças e particularmente gêmeos, tinham como principal responsável o médico Josef Mengele, que realizou experiências em mais de 1 500 gêmeos, dos quais apenas cerca de 200 sobreviveram aos experimentos. Depois da guerra, os crimes foram julgados pelo que ficou conhecido como o Julgamento dos Médicos e, a revolta dos abusos perpetrados levou ao desenvolvimento do código de ética médica em Nuremberga.

## Áreas do conhecimento

### Psiquiatria
Crimes de guerra foram apoiados por vários psiquiatras.

## Experimentos
De acordo com a acusação, nos Processos de Guerra de Nuremberg estavam incluídas as seguintes experiências:

### Experiências com gêmeos
Experiências com filhos gêmeos, em campos de concentração foram criados para mostrar as semelhanças e diferenças na genética e na eugenia de gêmeos, bem como para ver se o corpo humano pode ser manipulado. O líder central dos experimentos foi ex-Dr. Josef Mengele, que realizava experiências com mais de 1 500 presos gêmeos conjuntamente, dos quais menos de 200 pessoas sobreviveram aos estudos. Embora frequentasse a Universidade de Munique (localizada na cidade que se manteve um dos pontos focais durante o regime nazista de Adolf Hitler), estudando filosofia e medicina, com ênfase em antropologia e paleontologia, Mengele foi varrido pelos conceitos da história nazista e chegou a dizer que "este simples conceito político finalmente se tornou o fator decisivo na minha vida".
A recém-descoberta de Mengele do "simples conceito político" o levou a fundir os seus estudos de medicina e de sua carreira política. Mengele recebeu seu doutorado por uma tese intitulada "Investigação morfológica racial sobre a seção inferior do maxilar de quatro grupos raciais", que sugeriu que a raça de uma pessoa poderia ser identificada pela forma da mandíbula. A organização nazista viu os seus estudos como talentosos, e Mengele foi convidado a ser o principal médico e investigador no Campo de concentração de Auschwitz, na Polónia em maio de 1943.
Neste local Mengele organizou experiências genéticas com gêmeos. Os gêmeos foram escolhidos por idade e sexo e mantidos em quartéis nos experimentos, a qual variou de injeção de produtos químicos diferentes para os olhos dos gêmeos, para ver se eles iam mudar suas cores, e também literalmente costurar gêmeos em conjunto para tentar criar gêmeos siameses.

### Experimentos sobre congelamento
Em 1941, a Luftwaffe conduziu experimentos para aprender como tratar a hipotermia. O estudo forçou pessoas a ficarem em um tanque de água gelada por até três horas. Outros estudos colocaram prisioneiros nus em campo aberto durante várias horas expostos a temperaturas abaixo de zero graus Celsius. Os experimentadores avaliaram diferentes formas de reaquecimento dos sobreviventes.
Os experimentos sobre congelamento/hipotermia foram conduzidos para o alto comando nazista. Os experimentos foram conduzidos em homens para simular as condições dos exércitos sofrido na Frente do Leste, e como as forças alemãs estavam mal preparadas para o frio intenso.
Os experimentos foram conduzidos em Dachau e Auschwitz. Rascher notificava os resultados diretamente a Heinrich Himmler, e divulgava os resultados de suas experiências sobre o congelamento na conferência de médicos de 1942 intitulada "Problemas Médicos decorrentes do mar e do Inverno."
Os experimentos de congelamento eram divididos em duas partes. Em primeiro lugar, para determinar quanto tempo seria necessário para baixar a temperatura corporal até à morte, e segundo, qual a melhor forma de reanimar a vítima congelada. Método do cubo gelado provou ser o meio mais rápido para a queda da temperatura corporal. As seleções para os experimentos eram feitas entre jovens saudáveis judeus e russos. Eles estavam nus para o experimento. Uma sonda que media a diminuição da temperatura corporal era inserida no reto. A sonda era mantida no lugar por um anel metálico expansível, que era ajustado para abrir dentro do reto para segurar a sonda firmemente no lugar. A vítima era vestida em um uniforme da força aérea, e depois colocada no tanque de água gelada.

### Experimentos sobre Malária
Em torno de fevereiro de 1942 e abril de 1945, experimentos foram realizados em Dachau, a fim de investigar imunização para o tratamento da malária. Detentos saudáveis foram infectados pelo mosquito ou por injeções de extratos de glândulas mucosas das fêmeas de mosquitos infectados. Depois de contraírem a doença, estas pessoas foram tratadas com várias drogas para testar sua relativa eficiência. Mais de 1.000 pessoas foram utilizadas nesses experimentos, e desses, mais da metade morreu como resultado.

### Experimentos sobre gás mostarda
Diversas vezes entre setembro de 1939 e abril de 1945, experimentos foram conduzidos em Sachsenhausen, Natzweiler, e outros campos para investigar o tratamento mais eficaz das feridas causadas por gás mostarda. Pessoas foram deliberadamente expostas a gás mostarda e outros gases, o que causava graves queimaduras químicas. As vítimas feridas foram então testadas para encontrar o tratamento mais eficaz para as queimaduras de gás mostarda.

### Experimentos sobre Sulfonamida
Em torno de julho de 1942 e setembro de 1943, experimentos para investigar a eficácia da sulfonamida, um agente antimicrobiano sintético, foram realizadas em Ravensbrück  com a participação de médicos, dentre os quais, Herta Oberheuser e Karl Gebhardt. Indivíduos foram infectados com bactérias como a Streptococcus, gangrena gasosa e Clostridium tetani (que provoca o tétano). A circulação sanguínea foi interrompida por terem sido feitas feridas nos vasos sanguíneos nas suas duas extremidades para criar uma condição semelhante a feridas de um campo de batalha. A infecção foi agravada por terem sido colocados depois madeira e vidro fosco nas feridas. A infecção foi tratada com sulfonamida e outras drogas, para determinar a sua respectiva eficácia.

### Experimentos sobre a água do mar
Em torno de julho de 1944 e de setembro de 1944, experimentos foram realizados no campo de concentração de Dachau para estudar vários métodos de tornar a água do mar potável. Em certo momento, um grupo de cerca de 90 ciganos foram privados de comida e água, sendo dada de beber somente água do mar pelo Dr. Hans Eppinger, deixando-as gravemente feridas. Eles ficaram tão desidratados que lambiam os pisos recém-lavados, numa tentativa de obter água potável.

### Experimentos sobre Esterilização
Em torno de março de 1941 e janeiro de 1945, foram conduzidos experimentos sobre esterilização em Auschwitz, Ravensbrück, e outros lugares pelo Dr. Carl Clauberg. O objetivo desses experimentos foi desenvolver um método de esterilização que seria adequado para esterilizar milhões de pessoas com o menor tempo e esforço possíveis. Esses experimentos foram realizados por meio de raios-X, cirurgias e diversas drogas.
Milhares de vítimas foram esterilizadas. Além desses experimentos, o governo nazista esterilizou cerca de 400 000 pessoas, como parte de seu programa de esterilização obrigatório. Especula-se que injeções intravenosas foram utilizadas para conter iodo e nitrato de prata e que foram bem-sucedidas, mas tiveram efeitos colaterais indesejados, como sangramento vaginal, dor abdominal grave e câncer do colo uterino. Porém, a radiação era o tratamento favorito para a esterilização. A exposição de pessoas à radiação destruía sua capacidade para produzir óvulos ou espermatozoides. A radiação foi administrada enganando os presos, estes eram levados para uma sala e pedia-se o preenchimento de formulários, que levava dois a três minutos. Alguns eram submetidos a sessões de raio X, mas na realidade estavam sendo expostos a radiação.[carece de fontes?] O tratamento de radiação era administrado sem o conhecimento dos presos, tornando-os completamente estéreis. Muitos sofreram graves queimaduras por radiações.

### Experimentos com tifo
Em dezembro de 1941 até fevereiro de 1945, experimentos foram conduzidos para investigar a ineficácia dos pontos com febre e outras vacinas. Em Buchenwald, uma grande quantidade de prisioneiros saudáveis foram deliberadamente infectados com a bactéria do tifo para manter as bactérias vivas; Mais de 90% das vítimas morreram. Outros prisioneiros saudáveis foram usados para determinar a ineficácia das vacinas e um número de diferentes produtos químicos. No decorrer desses experimentos, 75% dos prisioneiros foram vacinados ou alimentados com uma das substâncias químicas e, após um período de três a quatro semanas, foram infectados com germes de febre com pontos. Os restantes 25% foram infectados, sem qualquer protecção prévia para comparar a ineficácia das vacinas e produtos químicos. Centenas de indivíduos morreram. Foi também realizado experimentos com a febre amarela, a varíola, tifo, paratifo A e B, cólera e difteria. Experimentos similares foram realizados com resultados semelhantes em Natzweiler.

### Experimentos com venenos
Em torno de dezembro de 1943 e outubro de 1944, experimentos foram conduzidos em Buchenwald para investigar o efeito de diferentes venenos. Os venenos foram administrados secretamente na alimentação de indivíduos. As vítimas morreram em consequência do envenenamento ou foram sacrificadas imediatamente, a fim de permitir autópsias. Em setembro de 1944, eram disparadas balas venenosas contra os presos, que após a tortura, faleciam.

### Experimentos com Bombas Incendiárias
Por volta de novembro de 1943 e janeiro de 1944, experimentos foram conduzidos em Buchenwald para testar o efeito de vários preparados farmacêuticos de fósforo. Estas queimaduras foram infligidas a prisioneiros com fósforo extraído de bombas incendiárias.

### Experimentos de altas altitudes
No início de 1942, os prisioneiros do Campo de concentração de Dachau foram utilizados por Rascher em experiências com pilotos alemães, que se ejetava em altas altitudes. A baixa pressão contendo esses prisioneiros era utilizada para simular as condições a altitudes de até 20 km (66 000 pés). Havia rumores que Rascher realizava vissecções no cérebro das vítimas que sobreviviam ao experimento inicial. Das 200 vítimas, 80 morreram nos experimentos, e os outros foram executados.

## Documentação e Estudos
O médico psiquiatra Robert Jay Lifton, em seu livro "Os Médicos Nazistas", em inglês The Nazi Doctors apresentou detalhado estudo sobre como profissionais médicos racionalizavam sua participação em tais experimentos.

## Relação com a Operação Paperclip
Os doutores envolvidos nestes experimentos ficaram conhecidos como "Os Médicos Nazistas", e vários deles receberam exilo do Governo dos Estados Unidos na chamada Operação Paperclip.

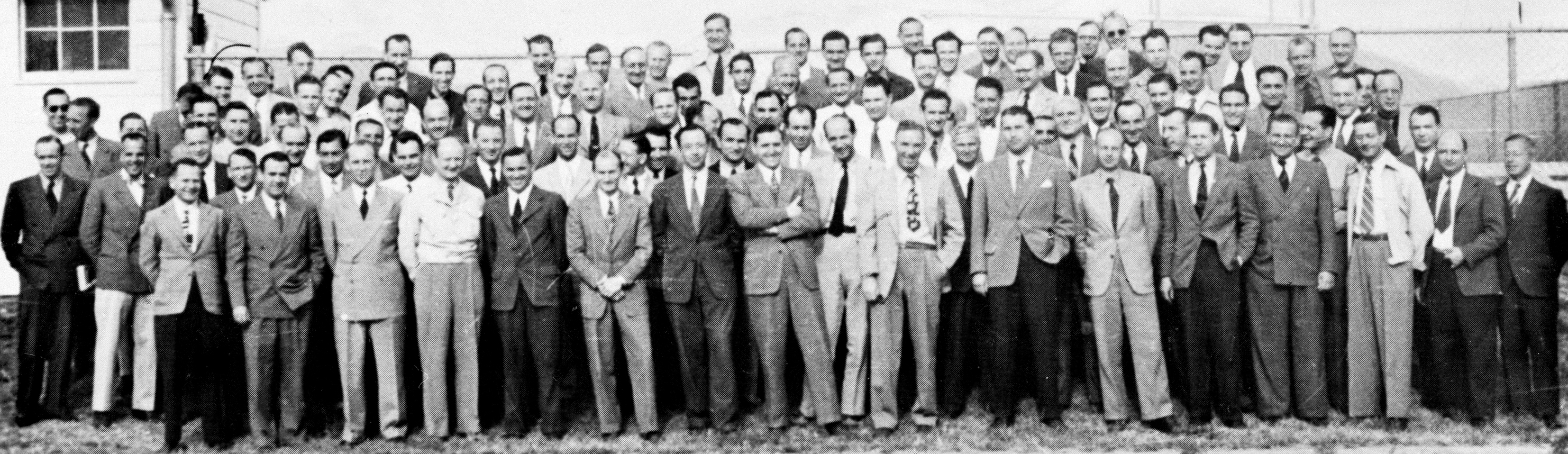
Grupo de 104 cientistas levados para os Estados Unidos através da Operação Paperclip.

## Questão da ética médica
Muitas pessoas morreram como consequência das experiências efetuadas pelos nazistas, enquanto muitos outros foram assassinados depois dos testes terem sido concluídos, ou para estudar o efeito das experiências na autópsia. Aqueles que sobreviveram foram deixados muitas vezes mutilados, com incapacidades permanentes, corpos debilitados e problemas psicológicos.
Em 19 de agosto de 1947, os médicos foram capturados pelos Aliados, e levados ao processo conhecido como USA vs. Karl Brandt et. al., vulgarmente conhecido como os Julgamento dos Médicos. No julgamento, vários dos médicos alegaram em sua defesa que não havia direito internacional relativos à experimentação médica.
No entanto, a medicina alemã e a discussão envolvendo o consentimento informado, antecede a Segunda Guerra Mundial. Em 1900, o Dr. Albert Neisser infectou pacientes (principalmente prostitutas), com sífilis sem o seu consentimento. Apesar do apoio da maioria da comunidade acadêmica, a opinião pública liderada pelo psiquiatra Albert Moll ficou contra Neisser. Enquanto Neisser foi multado pela Royal Disciplinary Court, Moll desenvolveu "uma teoria de um contrato legal positivista da relação médico-paciente", que não foi aprovada para o direito alemão. Eventualmente, o ministro dos direitos religiosos, educacionais e assuntos médicos afirmou que intervenções médicas que não sejam para fins de diagnóstico, curativos e imunização deveriam ser excluídos em todas as circunstâncias, e que o paciente devia ser informado sobre as possíveis consequências negativas da experiência ao qual passaria. No entanto, isto não foi juridicamente vinculativo.
Em resposta a ausência de regulamentos da relação entre paciente e médico, os Drs. Leo Alexander, e Andrew Conway Ivy elaboraram um memorando com dez pontos intitulado "Experimentos Médicos Permitidos" que passou a ser conhecido como o Código de Nuremberg. O Código define que experiências devem ser realizadas somente com o consentimento dos pacientes, que não devem causar dor desnecessária e sofrimento, e que deve haver certeza de que a experimentação não vai resultar em morte ou invalidez. No entanto, o Código não foi citado em nenhuma das acusações contra os réus e nunca se converteu em lei, tanto na Alemanha quanto nos Estados Unidos.

## Legado
Os conhecimentos médicos modernos sobre a forma como o corpo humano reage ao ponto de congelamento para a morte se baseia quase que exclusivamente nesses experimentos nazistas. Isto, juntamente com a recente utilização de dados de investigação nazista dos efeitos do gás fosgênio, revelou-se ser controverso e apresenta um dilema ético para a medicina moderna que não concordam com os métodos utilizados para a obtenção desses dados. Do mesmo modo, surgiu uma polêmica a partir da utilização dos resultados da guerra biológica feitas pelo Exército Imperial japonês na Unidade 731  (ver: Shiro Ishii). No entanto, os resultados da Unidade 731 foram mantidas pelos Estados Unidos e a maioria dos médicos envolvidos foram perdoados.